# Leonberg
Leonberg è una città tedesca di 49 512 abitanti, situata nel land del Baden-Württemberg.

## Storia
Fondata da Ulrico I del Württemberg.
Ha dato i natali al filosofo idealista Schelling.

## Amministrazione

### Gemellaggi
- Rovigno,  Croazia
- Belfort,  Francia
- Neukölln,  Germania